# Pista con código de tiempo

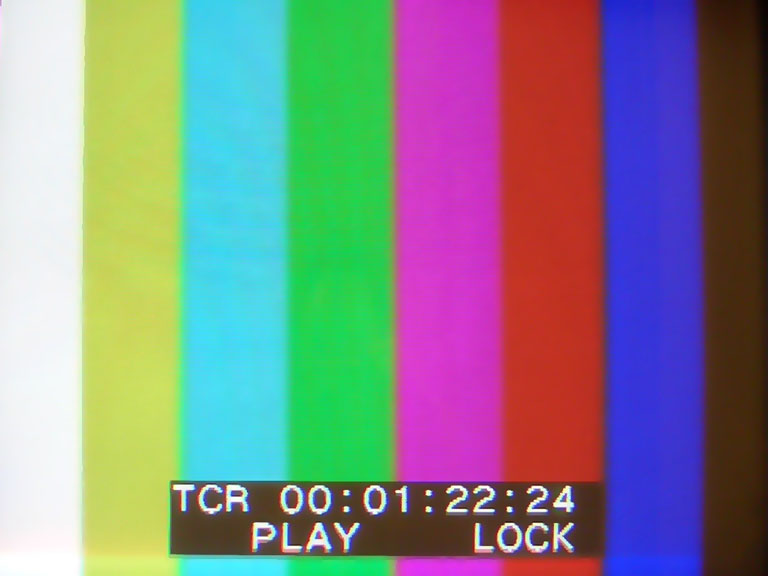
Código de tiempos obtenido por el magnetoscopio de la pista homónima.

La pista con código de tiempo era una estrecha franja situada en la parte inferior de la videocinta donde los magnetoscopios profesionales grababan el código de tiempo. Una vez insertada, la pista permitía localizar con total precisión cualquier parte del material. Aparecieron en 1967 y el primer estándar se publicó en 1973.
Esta innovación revolucionó la edición lineal, permitiendo un ahorro de tiempo considerable, el nacimiento de las listas de decisiones de edición digitales, la replicación de los máster y, en definitiva, la forma de trabajar el vídeo desde principios de la década de 1970 hasta finales de la de 1980.

## Definición
Siguiendo el esquema de Cubero Enrici (2009, p. 510), la pista de código de tiempo la graban los magnetoscopios profesionales en la parte baja de cada cinta, entre el borde inferior y la pista de control. En ella se incluía la hora, el minuto, el segundo y el dato que las diferenciaba de las cintas domésticas: el cuadro. Con esta información se podía localizar inmediata e inconfundiblemente cualquier imagen. Era una pista horizontal y no oblicua como las empleadas para registrar la imagen,  por lo tanto necesitaba del cabezal que realizaba la llamada grabación por assamble. Cubero Enrici (2009, p. 463 y siguientes) explican como este cabezal primero borraba todo lo que hubiera, tanto imagen como sonido, para después volver a crear todas y cada una de las pistas.

## Historia

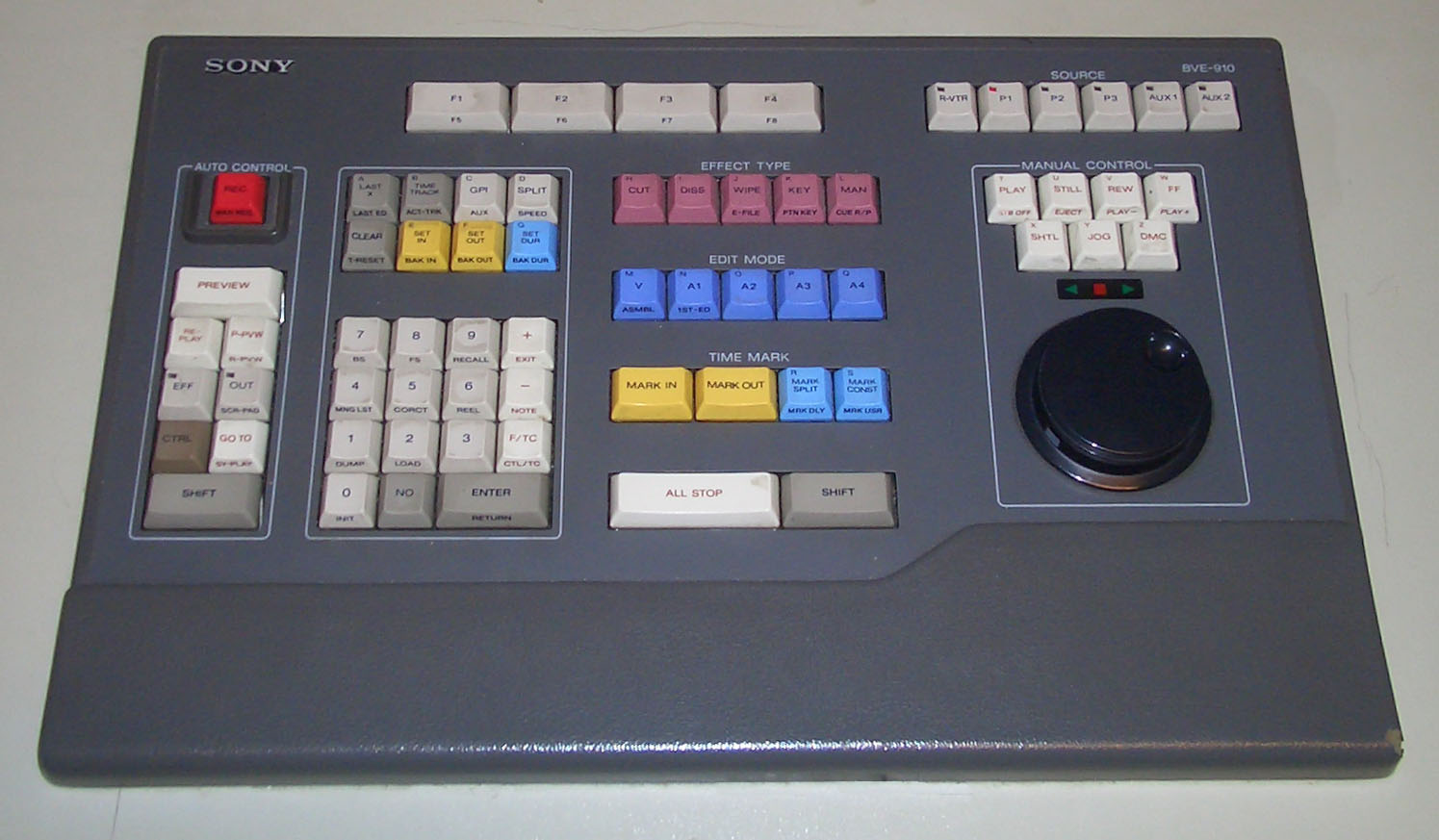
Con la llegadas de las pistas de código de tiempo, las mesas de edición como esta Sony pudieron desarrollar todo su potencial, al manejar los magnetoscopios como "robots" a máxima velocidad.

La televisión data de los años 1920, dependiendo de los países, pero el vídeo no apareció hasta 1956. Según Pérez Vega y Zamanillo Sainz de la Maza (2003, p. 72) la televisión siempre trató de grabar su señal siguiendo un sistema parecido al del sonido; sin embargo, cuando apareció la grabación de vídeo en 1956, la televisión copió el método de trabajo cinematográfico, es decir, cortar los trozos útiles con una cuchilla y pegarlos unos a otros con pegamento. Pero había que montar y desmontar cintas, además, no se veían las imágenes como en una película de cine. A principios de la década de 1960 comenzaron a conectarse los magnetoscopios unos a otros y a realizar copias de segunda generación. Así se podía realizar una edición en menos tiempo que con el pegamento y la empalmadora, pero estaba el problema de localizar el punto exacto donde se quería comenzar o terminar, según Ohanian (1996, p. 30). Debe tenerse presente que cada segundo de vídeo lo pueden componer 25 o 30 cuadros, las diferencias entre normas las explica Carrasco (2010, p. 99 y siguientes).
El primer intento de insertar una pista de código de tiempos para localizar cada cuadro con una ristra de números lo llevó a cabo EECO en 1967. La solución resultó un éxito y en 1973 la SMPTEE (Society of Motion Picture and Television Engineers) y la UER (Unión Europea de Radiodifusión) crearon el estándar SMPTE. El SMPTE permitía que fueran los magnetoscopios quienes crearan la pista, en lugar de tener que comprar cintas ya pistadas. Esta novedad trajo tres nuevos tipos de grabación: el Playrec, donde el magnetoscopio añadía el código de tiempo a la cinta virgen. El Assemble, que reescribía el código de tiempo, y el Inserto que lo utilizaba para insertar imágenes sin dejar huella.
En palabras de Ohanian (1996, p. 31) «el código de tiempo supuso una revolución». El poder identificar rápidamente cualquier imagen ahorró muchas horas al evitar el deber acercarse muy lentamente hasta localizar el cuadro o, por el contrario, pasarse y tener que rebobinar. El ahorro en tiempo también se debió a la entrada de las mesas de edición. Estos dispositivos poseían una pequeña computadora, la cual podía manejar los magnetoscopios conectados a ella y los hacía repetir acciones idénticas las veces que se quisiera o rebobinaba las cintas hasta el punto que se le indicase de la forma más rápida posible, según Browne (2003).
Otra ventaja que aportó la unión de la informática y esta pista fue la posibilidad de grabar en un disco de ordenador los códigos de tiempo, tanto de cada fuente como del máster. Esta grabación se podía realizar en discos de 8", de 5 1/4" o en 3 1/2". La variedad de formatos podía traer problemas de incompatibilidad, pero una vez superados las máquinas automáticamente podía realizar tantas cintas máster como se quisiera, todas iguales porque seguían las mismas instrucciones con precisión digital.

## Su final
Con la llegada de los equipos digitales, las cintas fueron desapareciendo paulatinamente y con ellas las respectivas pistas de código de tiempo, pero durante décadas siguieron existiendo productoras que las utilizan. Por ejemplo, Sony siguió fabricando en 2015 cintas de su comercialmente fallido Betamax. Mucho más las del sistema Betacam de Sony que llegó a ser algo parecido a un estándar en el vídeo profesional, según Ohanian (1996) y sus cintas se seguían a la venta en el siglo XXI.